# 隆斯塔 (加利福尼亞州弗雷斯諾縣)
隆斯塔（英語：Lone Star）是位於美國加利福尼亞州弗雷斯諾縣的一個非建制地區。該地的面積和人口皆未知。

## 地理
隆斯塔的座標為36°42′02″N 119°40′52″W / 36.70056°N 119.68111°W，而該地的平均海拔高度為97米（即318英尺）。